# Корнелия Помпея
Корнелия Помпея (лат. Cornelia Pompeia 38 до н. э. — д/н) — римская матрона времён ранней Римской империи.

## Биография
Происходила из патрицианского рода Корнелиев. Дочь Луция Корнелия Цинны, консула-суффекта 32 года до н. э., и Помпеи Магны. Родилась на Сицилии, где жили её родители, вынужденные оставить Италию и прятаться у враждебного триумвирам Секста Помпея. Рано потеряла мать. В 36 году до н. э., после поражения Секста Помпея, отец Помпеи перешёл на сторону Гая Цезаря Октавиана и получил прощение. Примерно до 16 года до н. э. вышла замуж за Луция Скрибония Либона, сына Луция Скрибония Либона, консула 34 года до н. э. О дальнейшей судьбе нет сведений.

## Семья

### Муж
- Луций Скрибоний Либон.

### Дети
- Марк Скрибоний Либон Друз[укр.].
- Скрибония Магна[укр.].